# Žalm 141
Žalm 141 („Hospodine, k tobě volám, pospěš ke mně“) je biblický žalm. V překladech, které číslují podle Septuaginty, se jedná o 140. žalm. Žalm, který byl ve staré církvi na základě druhého verše považován za večerní píseň, je nadepsán takto: „Žalm Davidův.“ Podle některých vykladačů toto nadepsání znamená, že žalm byl určen pro krále z Davidova rodu. Tradiční židovský výklad naproti tomu považuje žalmy, které jsou označeny Davidovým jménem, za ty, které napsal přímo král David.